# Hondryches incertana
Hondryches incertana là một loài bướm đêm trong họ Noctuidae.